# Józef Życiński
Józef Mirosław Życiński (ur. 1 września 1948 w Nowej Wsi, zm. 10 lutego 2011 w Rzymie) – polski duchowny rzymskokatolicki, filozof i teolog, profesor filozofii i doktor teologii zajmujący się filozofią nauki, w tym filozofią matematyki, biskup diecezjalny tarnowski w latach 1990–1997, arcybiskup metropolita lubelski w latach 1997–2011.

## Życiorys

### Młodość i wykształcenie
Urodził się 1 września 1948 w Nowej Wsi. Brat księdza profesora Wojciecha Życińskiego, salezjanina. W latach 1962–1966 kształcił się w Liceum Ogólnokształcącym im. Bolesława Chrobrego w Piotrkowie Trybunalskim, gdzie złożył egzamin dojrzałości.
W latach 1966–1972 odbywał studia filozoficzno-teologiczne na Papieskim Wydziale Teologicznym w Krakowie (uwieńczone magisterium-licencjatem z teologii) oraz zdobywał formację kapłańską w Wyższym Częstochowskim Seminarium Duchownym w Krakowie. Na diakona wyświęcił go 19 czerwca 1971 Franciszek Musiel, biskupa pomocniczy częstochowski, natomiast święceń prezbiteratu udzielił mu 21 maja 1972 w katedrze św. Rodziny w Częstochowie miejscowy biskup diecezjalny Stefan Bareła. Został inkardynowany do diecezji częstochowskiej.
Od 1974 kontynuował studia na Papieskim Wydziale Teologicznym w Krakowie, uzyskując w 1976 doktorat z teologii na podstawie dysertacji Zagadnienia filozoficznych implikacji fizykalnych ujęć stanu szczególnego modeli kosmologicznych. Na Akademii Teologii Katolickiej w Warszawie otrzymał w 1977 magisterium z filozofii chrześcijańskiej, a w 1978 po przedłożeniu pracy Filozoficzne aspekty kosmologicznej osobliwości początkowej doktorat z filozofii. Odbył studia na Katolickim Uniwersytecie Ameryki w Waszyngtonie oraz na Katolickim Uniwersytecie w Louvain.
W 1980 na podstawie rozprawy Prostota i dyskonfirmowalność jako kryteria heurystyczne w kosmologii relatywistycznej uzyskał na Papieskim Wydziale Teologicznym w Krakowie habilitację w zakresie filozofii nauki. W 1981 otrzymał tytuł profesora nadzwyczajnego, a w 1988 profesora zwyczajnego filozofii.

### Prezbiter
W latach 1972–1973 pracował jako wikariusz w parafii Nawiedzenia Najświętszej Maryi Panny w Wieluniu, a w latach 1973–1974 w parafii św. Marii Magdaleny w Gidlach. W 1974 pełnił posługę kapelana sióstr duchaczek w Krakowie.
Był członkiem kolegium konsultorów diecezji częstochowskiej.

### Działalność naukowo-dydaktyczna
W latach 1974–1978 pełnił funkcję prefekta, a w latach 1979–1983 prefekta studiów w Wyższym Częstochowskim Seminarium Duchownym w Krakowie. W seminarium prowadził wykłady m.in. z filozofii przyrody i filozofii nauki. Wykładał również historię filozofii w Instytucie Teologicznym w Częstochowie.
W latach 1974–1978 był kolejno asystentem, adiunktem i starszym asystentem na Papieskim Wydziale Teologicznym (od 1981 Papieskiej Akademii Teologicznej). W 1980 założył Katedrę Logiki i Metodologii Papieskiego Wydziału Teologicznego w Krakowie, którą kierował do 1997. W latach 1982–1985 sprawował urząd prodziekana, zaś w latach 1988–1990 dziekana Wydziału Filozoficznego tejże uczelni. W 1988 został profesorem Papieskiej Akademii Teologicznej. Był członkiem Ośrodka Badań Interdyscyplinarnych, działającego na tej uczelni.
Od 1998 do 2011 pełnił funkcję kierownika Katedry Relacji między Nauką a Wiarą na Wydziale Filozofii Katolickiego Uniwersytetu Lubelskiego.
Prowadził gościnne wykłady w kraju i za granicą. Pod koniec 1993 wygłosił serię wykładów na prowadzonym przez Opus Dei Uniwersytecie Nawarry. Brał udział w krajowych i zagranicznych sympozjach na temat filozofii nauk szczegółowych (przyrodniczych i nauk o języku), filozofii Boga, a także refleksji nad człowiekiem i społeczeństwem.
Jego zainteresowania naukowe dotyczyły: naturalizmu metodologicznego, teizmu ewolucjonistycznego, filozofii procesu, pola racjonalności, matematyczności przyrody, emergencji i ewolucjonizmu. Zajmował się również współczesną integracją europejską oraz stosunkiem Kościoła rzymskokatolickiego do Unii Europejskiej.
Napisał ponad 50 książek i ok. 350 artykułów dotyczących problematyki filozofii oraz dialogu chrześcijaństwa z myślą współczesną. Publikował w krajowych i zagranicznych czasopismach specjalistycznych. Zainicjował wydawanie serii zeszytów „Zagadnienia Filozoficzne w Nauce” (Papieska Akademia Teologiczna w Krakowie) i jej angielskiej edycji „Philosophy in Science” (Papieska Akademia Teologiczna w Krakowie, Obserwatorium Watykańskie i Uniwersytet w Tucson), a także serii wydawniczej „Philosophy in Science Library” (Obserwatorium Watykańskie).
Był członkiem: Europejskiej Akademii Nauki i Sztuki w Salzburgu, Rosyjskiej Akademii Nauk Przyrodniczych w Moskwie, Komisji Biologii Ewolucyjnej i Teoretycznej Polskiej Akademii Nauk oraz Komisji Filozoficznej Polskiej Akademii Nauk. Należał także do Rady Naukowej Fundacji Johna Templetona, przyznającej Nagrodę Templetona.

### Biskup

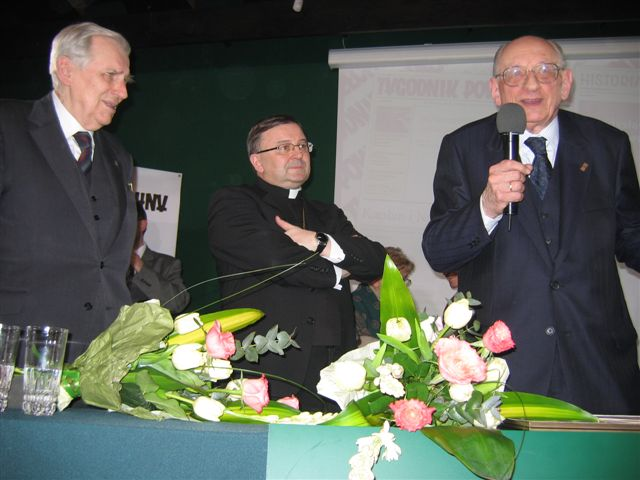
Wiesław Chrzanowski, Józef Życiński i Władysław Bartoszewski (2007)

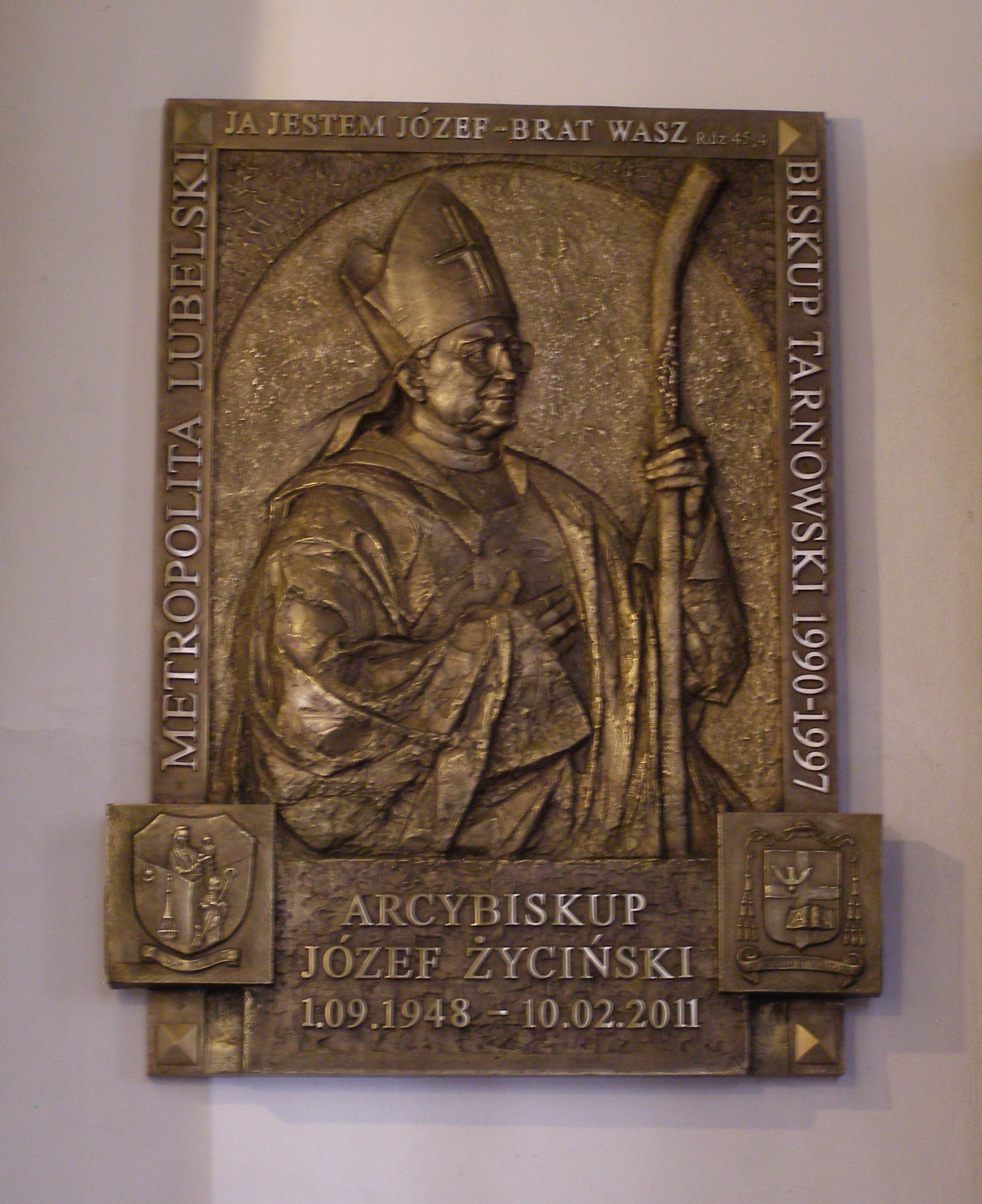
Epitafium ku czci Józefa Życińskiego w katedrze tarnowskiej

29 września 1990 papież Jan Paweł II mianował go biskupem diecezjalnym diecezji tarnowskiej. 4 listopada 1990 otrzymał święcenia biskupie i odbył ingres do bazyliki katedralnej Narodzenia Najświętszej Maryi Panny w Tarnowie. Konsekrował go kardynał Franciszek Macharski, arcybiskup metropolita krakowski, któremu asystowali Ignacy Tokarczuk, biskup diecezjalny przemyski, i Stanisław Nowak, biskup diecezjalny częstochowski. Jako zawołanie biskupie przyjął słowa „In Spiritu et Veritate” (W Duchu i Prawdzie). Sprawując urząd ordynariusza tarnowskiego, erygował diecezjalny Instytut Teologiczny, a także założył wydawnictwo diecezji tarnowskiej Biblos i Radio Dobra Nowina.
14 czerwca 1997 Jan Paweł II mianował go arcybiskupem metropolitą lubelskim. Ingres do archikatedry św. Jana Chrzciciela i św. Jana Ewangelisty w Lublinie, w trakcie którego został mu nałożony paliusz metropolitalny, odbył 29 czerwca 1997. Równocześnie z urzędem ordynariusza lubelskiego sprawował urząd wielkiego kanclerza Katolickiego Uniwersytetu Lubelskiego. Był organizatorem i gospodarzem trzech Kongresów Kultury Chrześcijańskiej w Lublinie, które odbyły się w latach 2000, 2004 i 2008.
W ramach prac Episkopatu Polski należał do Rady Głównej (od 1996 Rady Stałej), przewodniczył Radzie ds. Apostolstwa Świeckich i Zespołowi ds. Stypendiów Naukowych i Językowych, a także zasiadał w Komisji Nauki Wiary, Komisji Duszpasterstwa, Zespole ds. Akcji Katolickiej i Zespole ds. Kontaktów z Rządem. Był członkiem Komisji Wspólnej Episkopatu Polski i Rządu, a także pełnił funkcję moderatora Krajowej Rady Katolików Świeckich. Wszedł w skład Rady Głównej II Ogólnopolskiego Synodu Plenarnego. Był jednym z założycieli powstałej w 1993 Katolickiej Agencji Informacyjnej, a następnie pełnił funkcję przewodniczącego jej Rady Programowej.
Był członkiem Kongregacji ds. Wychowania Katolickiego i Papieskiej Rady ds. Kultury. W charakterze konsultora zasiadał w Międzydykasterialnej Komisji ds. Rozmieszczenia Duchowieństwa. W latach 1999–2005 należał do Wspólnej Grupy Roboczej Kościoła Katolickiego i Światowej Rady Kościołów. W 1997 został mianowany członkiem Rady Przedsynodalnej, która przygotowywała II Zgromadzenie Specjalne Synodu Biskupów dla Europy.
Działał na rzecz ekumenizmu, popierał dialog z judaizmem i islamem. Był członkiem Rady Fundacji Auschwitz-Birkenau.
Konsekrował biskupa pomocniczego tarnowskiego Jana Styrnę (1991), a także biskupów pomocniczych lubelskich: Mieczysława Cisłę (1998) i Artura Mizińskiego (2004). Był współkonsekratorem podczas sakr biskupa diecezjalnego płockiego Stanisława Wielgusa (1999), biskupów diecezjalnych sandomierskich: Andrzeja Dzięgi (2002) i Krzysztofa Nitkiewicza (2009), biskupa pomocniczego częstochowskiego Jana Wątroby (2000) oraz biskupa pomocniczego tarnowskiego Stanisława Budzika (2004).
W 1994 w czasie przejścia do katedry tarnowskiej, gdzie miał odprawić mszę świętą, został uderzony w skroń kamieniem przez leczącego się psychiatrycznie człowieka. W związku z tym wydarzeniem otrzymał telegram od papieża Jana Pawła II. Dowiedziawszy się, że matka napastnika jest za czyn syna napiętnowana przez sąsiadów, pojechał do miejscowej parafii, gdzie podczas mszy świętej publicznie ją uścisnął, a w kazaniu zaapelował o pojednanie z nią.
Zmarł 10 lutego 2011 w Rzymie z powodu zawału serca. 19 lutego 2011 został pochowany w krypcie archikatedry lubelskiej.

## Odznaczenia i wyróżnienia
W 2011 prezydent RP Bronisław Komorowski z 17 lutego 2011 „za wybitne zasługi w działalności duszpasterskiej oraz osiągnięcia w pracy naukowej i dydaktycznej, za chrześcijańskie świadectwo humanizmu i tolerancji” nadał mu pośmiertnie Krzyż Wielki Orderu Odrodzenia Polski.
W 2005 otrzymał Złoty Medal „Zasłużony Kulturze Gloria Artis”. W 1997 zostało mu nadane honorowe obywatelstwo Tarnowa.
Otrzymał tytuł doktora honoris causa: Akademii Rolniczej w Lublinie (2004), Uniwersytetu Jagiellońskiego (2005) oraz Akademii Medycznej w Lublinie (2007).
W 2004 został laureatem Nagrody im. Księdza Idziego Radziszewskiego. Został także uhonorowany: nagrodą Fenomeny „Przekroju” (2004), Medalem Świętego Jerzego „Tygodnika Powszechnego” (2005) i tytułem człowieka roku „Gazety Wyborczej” (2007).

## Publikacje
Wybrane książki, wg stron wydawnictw Znak, Petrus, UMCS, KUL, Gaudium i Copernicus Center Press oraz Biblioteki Narodowej:

### Filozofia nauki i religii
1. 1980: Wszechświat i filozofia, wraz z Michałem Hellerem, Polskie Towarzystwo Teologiczne, Kraków
  - 1986: II wydanie,
  - 2015: wznowienie, CC Press, ISBN 978-83-7886-163-8.
2. 1983: Język i metoda, Znak
3. 1983: Drogi myślących, wraz z Michałem Hellerem, PTT, ISBN 83-0000-593-5.
  - 1985: II wydanie, ISBN 83-0000-593-5.
4. 1985: Teizm i filozofia analityczna. Tom I, Znak, ISBN 83-7006-074-9.
  - 1986: Tom II
5. 1988: Wszechświat: maszyna czy myśl? Filozofia mechanicyzmu: powstanie, rozwój, upadek, wraz z Michałem Hellerem, PTT, ISBN 83-8501-733-X.
  - 1996: II wydanie, Biblos,
  - 2014: wznowienie, CC Press, ISBN 978-83-7886-105-8.
6. 1988: Głębia bytu, W Drodze, ISBN 83-8500-863-2.
7. 1989: W kręgu nauki i wiary, Calvarianum
8. 1990: Trzy kultury. Nauki przyrodnicze, humanistyka i myśl chrześcijańska, W Drodze, ISBN 83-7033-184-X.
9. 1990: Dylematy ewolucji, wraz z Michałem Hellerem, PTT, ISBN 83-8501-745-3.
  - 1996: II wydanie, Biblos, ISBN 83-8538-095-7.
  - 2016: III wydanie, wraz z Mateuszem Hoholem, Łukaszem Kwiatkiem, Tadeuszem Pietruchą i Kingą Wołoszyn, CC Press, ISBN 978-83-7886-212-3.
10. 1991: Sprawa Galileusza, Znak, ISBN 83-7006-077-3 (wybór tekstów źródłowych)
11. 1992: Ułaskawianie natury, Znak, ISBN 83-7006-143-5.
12. 1992: Bóg Abrahama i Bóg Whiteheada, Biblos, ISBN 83-8538-003-5.
13. 1993: Granice racjonalności. Eseje z filozofii nauki, PWN, ISBN 83-0111-080-5.
  - 2013: II wydanie, Petrus, ISBN 978-83-7720-156-5.
14. 1996: Elementy filozofii nauki, Biblos, ISBN 83-8538-093-0.
  - 2015: II wydanie, CC Press, ISBN 978-83-7886-141-6.
15. 2000: Inspiracje chrześcijańskie w powstaniu nauki nowożytnej, KUL, ISBN 83-2280-798-8.
16. 2001: Bóg postmodernistów. Wielkie pytania filozofii we współczesnej krytyce moderny, KUL, ISBN 83-2280-906-9.
17. 2002: Bóg i ewolucja. Podstawowe pytania ewolucjonizmu chrześcijańskiego, TN KUL, ISBN 83-7306-054-5.
18. 2008: Medytacje filozoficzne, Petrus, ISBN 978-83-9272-676-0.
19. 2009: Wszechświat emergentny. Bóg w ewolucji przyrody, KUL, ISBN 978-83-7363-928-7.
20. 2010: Matematyczność przyrody, wraz z Michałem Hellerem, Petrus, ISBN 978-83-7720-192-3.
21. 2011: Bóg i stworzenie. Zarys teorii ewolucji, Gaudium, ISBN 978-83-7548-066-5.
22. 2013: Struktura rewolucji metanaukowej, CC Press, ISBN 978-83-7886-022-8.
23. 2013: Świat matematyki i jej materialnych cieni, CC Press, ISBN 978-83-7886-012-9.
24. 2014: Transcendencja i naturalizm, CC Press, ISBN 978-83-7886-073-0

### Duszpasterstwo i inne
1. 1985: Listy do Nikodema i inne przypowieści, Contans, Wrocław
2. 1989: Pisma z kraju Ubu, Niezależna Oficyna Wydawnicza, Warszawa
3. 1996: Sacrum i kultura, Biblos, ISBN 83-8538-087-6.
4. 1997: Na zachód od domu niewoli, W Drodze, ISBN 83-7033-241-2.
5. 1997: Ziarno samotności, Znak, ISBN 83-7006-559-7.
6. 1998: Niewidzialne światło, Znak – wywiad-rzeka, prowadzili D. Zańko i Jarosław Gowin, ISBN 83-7006-669-0.
  - 2003: II wydanie, ISBN 83-2400-245-6.
  - 2011: III wydanie, ISBN 978-83-2401-597-9.
7. 1997: Uczestnicy Bożych tajemnic. Konferencja o kapłaństwie, Biblos, ISBN 83-8688-923-3.
8. 1998: Europejska wspólnota ducha. Zjednoczona Europa w nauczaniu Jana Pawła II, ATK, ISBN 83-8573-777-4.
9. 1999: Wartości w eterze, UMCS, ISBN 83-2271-473-4.
10. 1999: Bruderszaft z Kainem. Medytacje nad moralnym spadkiem po PRL, W Drodze, Poznań, ISBN 83-7033-275-7.
11. 2000: Pożegnanie z Nazaretem. Duchowość Ewangelii wobec wyzwań współczesności, Gaudium, ISBN 83-8714-386-3.
12. 2000: Kuszenie pana Cogito, UMCS, ISBN 83-2271-584-6.
  - 2001: II wydanie, ISBN 83-2271-584-6.
13. 2001: Droga krzyżowa. Rozważania, Gaudium, ISBN 83-8714-391-X.
14. 2001: Pan Cogito czy Mister Tarzan, UMCS, ISBN 83-2271-822-5.
15. 2003: Listy do Nikodema & teksty wojenne, Gaudium, ISBN 83-8861-596-3.
16. 2003: Od Manhattanu do Emaus, UMCS, ISBN 83-2272-046-7.
17. 2003: Wiara wątpiących, Wydawnictwo Literackie, ISBN 83-0803-398-9.
18. 2004: Samotność wśród liberałów, UMCS, ISBN 83-2272-321-0.
19. 2004: Godność i medycyna, Gaudium, ISBN 83-8861-591-2.
20. 2005: Odyseusz czy playboy? Kulturowa odyseja człowieka, Wydawnictwo Literackie, ISBN 83-0803-793-3.
21. 2005: Okruchy słowa, Gaudium, ISBN 83-8965-938-7.
22. 2006: Światło i błękit. Paradoksy wierności, UMCS, ISBN 83-2272-515-9.
23. 2008: Okruchy nadziei, Gaudium, ISBN 978-83-8965-994-1.
24. 2009: Spotkania akademickie, Petrus, ISBN 978-83-6153-380-1.
25. 2009: Szlakiem miłości. Rozważania, Petrus, ISBN 978-83-6153-372-6.
26. 2010: Pasja wiedzy, wraz z Michałem Hellerem, Petrus, ISBN 978-83-7720-172-5.
27. 2010: Okruchy wartości, Gaudium, ISBN 978-83-7548-053-5.
28. 2012: Świat musi mieć sens. Przerwana rozmowa arcybiskupa Józefa Życińskiego i Aleksandry Klich, Agora, ISBN 978-83-2680-703-9.
29. 2012: Okruchy myśli, Wydawnictwo Archidiecezji Lubelskiej „Gaudium”, ISBN 978-83-7548-118-1.
30. 2015: Znaleźliśmy Jezusa!, Gaudium, ISBN 978-83-7548-276-8